# Ricardo Escuela
Ricardo Escuela (* 23. Mai 1983) ist ein argentinischer Radrennfahrer.
Ricardo Escuela gewann 2006 eine Etappe des Giro Ciclistico d’Italia, der U23-Austragung des Giro d’Italia. In den Jahren 2009 und 2012 wurde er jeweils argentinischer Vizemeister im Straßenrennen. Im Übrigen gewann er Wettbewerbe nationaler Radsportkalender, vorzugsweise in seinem Heimatland.

## Erfolge
2006
- eine Etappe Giro Ciclistico d’Italia

2009
 Argentinische Straßenmeisterschaft
2012
 Argentinische Straßenmeisterschaft

## Teams
- 2007 Successfulliving.com-Parkpre
- 2008 Successfulliving.com-Parkpre
- 2009 Team Type 1
- 2014 InCycle-Predator Components Cycling Team
- 2017 Agrupacion Virgen De Fatima
- 2018 Agrupacion Virgen De Fatima